# 皮奥涅尔斯基 (斯维尔德洛夫斯克州)
皮奥涅尔斯基（羅馬化：Pionerskiy）是俄罗斯斯维尔德洛夫斯克州的市级镇，为该州伊尔比特区第二大聚居地。地处斯维尔德洛夫斯克州南部，位于鄂毕河流域伊尔比特河沿岸，在州府叶卡捷琳堡东北方，东侧毗邻区行政中心伊尔比特。距离最近的火车站位于该镇南侧。
该地2022年人口有2,892人；2010年人口3,104人；2002年人口3,186人。